# Parodia tredecimcostata
Parodia tredecimcostata là một loài thực vật có hoa trong họ Cactaceae. Loài này được F. Ritter mô tả khoa học đầu tiên năm 1980.